# Hull Arena
Die Hull Arena (auch bekannt als Hull Ice Arena; früher Humberside Ice Arena) ist ein Eishockeystadion in Kingston upon Hull, England.

## Geschichte
Die Hull Arena dient als Heimspielstätte der professionellen Eishockeymannschaft Hull Stingrays aus der Elite Ice Hockey League. In der Arena finden zudem regelmäßig Konzerte sowie Boxkämpfe statt. 